# Átírás (nyelvészet)
Az átírás (szokták transzkripciónak is nevezni) a nyelvészetben egy nyelv módszeres megjelenítése írott alakban. Megkülönböztetendő az átbetűzéstől, amely egy írásrendszer átkódolása egy másikba.

## Fonetikus átírás
Az átírás legtöbbször fonetikus átírást jelent. A fonetikus szó használható egyrészt egy nyelv írásmódjára, másrészt egyik nyelvről a másikra való átírás esetén.
A fonetikus írásmód azt jelenti, hogy egy beszédhangnak egy betű felel meg, tehát egy konkrét beszédbeli megvalósulásnak egy konkrét írásbeli megvalósulás (szemben a beszéd és az írás elvont egységeivel).
A fonetikus szó a fonetika tudományára utal, a hangtannak arra a területére, amely a konkrétan megvalósuló hangokkal foglalkozik (szembeállítva a fonológiával, amely a háttérben zajló, tartalmi, rendszerszerű jelenségeket írja le).
Mivel a betűíró nyelvek beszélői a hangok közti irreleváns különbségeket nem észlelik, ezért nem is szokták jelölni (például hogy az unoka és a munka szóban kétféle n hang fordul elő, de a magyarban egy fonéma alá sorolják őket), s az ábécéket is többé-kevésbé az illető nyelv fonémáival összhangban alakítják ki, így a tisztán fonetikus írásmód egyáltalán nem jellemző, nem célszerű és nem is megvalósítható.
Ennek ellenére a tudományosabb fonémikus szó helyett (l. alább) nem ritka a kevésbé szabatos fonetikus szó használata.
A nyelvtudomány, a fonetika különböző fonetikus átírásokat hozott létre a beszéd hangzásának minél pontosabb és egyértelműbb lejegyzése érdekében. Ismerünk magyar egyezményes átírási ábécét és nemzetközi fonetikai ábécét is.

## Fonémikus átírás
A fonémikus vagy fonematikus szó használható egyrészt egy nyelv írásmódjára, másrészt egyik nyelvről a másikra való átírás esetén.
A fonémikus módszer azt jelenti, hogy egy fonémának egy graféma felel meg, tehát egy elvont beszédbeli egységnek egy elvont írásbeli egység.
Egy fonéma több hangot is jelölhet együttesen, ha azok különbsége az illető nyelvben irreleváns (ezek az allofónok; lásd pl. a fenti két szóban az n betűvel jelölt hangok különbségét), ezért a fonémikus írás a hangok rögzítésének lehető leggazdaságosabb módja.
Hasonló hozzá a fonetikus írás, amelyre nagyobb redundancia jellemző.
Lásd még: Hangjelölő írás

## Hagyományos átírás
Egyes szavakat a szabatos átírási rendszertől eltérően, a hagyományoknak megfelelően írunk át idegen nyelvekből; ezt hagyományos átírásnak nevezhetjük. Ez az átírás eltér mind a fonetikus, mind a fonémikus írásmódtól; nem teljesen követik a ma érvényes átírási szokásokat, szabályokat (szabályosságok általában itt is vannak, elsősorban a korábbi átírási rendszerek maradványaként).
A hagyományos átírás a magyarban a szavak behatárolt körére korlátozódik (bár ezek jó része közismert fogalom), és minden újonnan felmerülő nevet a fonetikus/fonémikus átírás szerint írunk át.
Részletesen lásd: Kivételes átírású szavak listája

### Hagyományos és szabályos átírási formák egymás mellett élése
Egyes esetekben a hagyományos és a szabályos átírási forma külön-külön életet él más-más jelentésben:
- Pitagorasz-tétel és Püthagorasz (maga a filozófus), sziszifuszi munka és Sziszüphosz (maga a személy), Dárius kincse és Dareiosz, valóságos Krőzus, de Kroiszosz, és egy hármas alakváltozat: Potemkin-falvak, Patyomkin cirkáló és Potyomkin. (L. AkH.12 210.)

Előfordul, hogy a köznyelvben egyes idegen szavak a szabályos átírású formától eltérő alakban terjednek el:
- például dzadzíki helyett caciki, tamagoccsi helyett tamagocsi, kamikadze helyett kamikaze.

## További átírásfajták
Nemzetközi alapú, önálló átírásrendszert használnak például a szlavisztikában, a finnugrisztikában (Setälä), a hebraisztikában, valamint az ógörög esetén is (ún. tudományos átírás), továbbá a könyvtártudományban. Ezek használatát csupán a szaktudományi munkákban javasolják.

## Magyar átírási szabályok
- Wikipédia:Átírás